# William York Tindall
William York Tindall (1903-1981) fue un profesor y crítico literario estadounidense, nacido en 1903, en Williamstown, Vermont. Fue considerado uno de los mayores expertos en la obra de James Joyce. Asistió a la Universidad de Columbia. Al terminar sus estudios, viajó a París. Por casualidad, un 16 de junio, conocido como Bloomsday por los estudiosos de Joyce, compró el Ulises y leyó los capítulos finales en el Jardín de Luxemburgo. Regresó a Columbia para realizar estudios de postgrado sobre la literatura del siglo XVII en Inglaterra. Trabajó como profesor de literatura moderna en la Universidad de Nueva York hasta que, en 1931, se convirtió en miembro del Departamento de Inglés en la Universidad de Columbia. Allí permaneció hasta su jubilación en 1971. Como ha señalado Herbert Mitgang en el obituario de Tindall, «Durante muchos años, el número de su oficina fue el 616 de la sala de filosofía. Tindall dijo que tardó cinco años en darse cuenta, pero era inevitable: ese número marcaba el Bloomsday, el sexto mes, del día 16».
El seminario que impartía sobre la novela de Joyce Finnegans Wake y otras obras lo convirtieron en uno de los profesores más populares en el departamento de Inglés. Los estudiantes que llenaban sus aulas admiraban su ingenio y estilo. Lo recordaban por verlo siempre en bicicleta por el campus.
Tindall escribió trece libros sobre autores británicos, y cuatro sobre Joyce. También escribió libros sobre Samuel Beckett -a quien nominó para el Premio Nobel-, W. B. Yeats, Wallace Stevens, D. H. Lawrence y Dylan Thomas.
Uno de sus estudiantes, Warren Allen Smith, preguntó en cierta ocasión al crítico su punto de vista sobre la religión. Tindall se mostró evasivo, pero afirmó disfrutar del misticismo de Yeats. En sus últimos años defendió una especie de naturalismo humanista, aunque insistiendo en que ninguna etiqueta definía su posición con exactitud.
Tindall murió el 8 de septiembre de 1981, a los 78 años de edad. Le sobrevivieron su esposa, Cecilia, una hija, Elizabeth Garrett Layton, y dos nietos.